# Pardoxia graellsi
Pardoxia graellsi is een vlinder uit de familie uilen (Noctuidae). De wetenschappelijke naam is voor het eerst geldig gepubliceerd in 1837 door Feisthamel.
De soort komt voor in Europa.